# 2-Methylenglutaronitril
2-Methylenglutaronitril ist ein Dimerisierungsprodukt von Acrylnitril und Ausgangsstoff für Di- und Triamine, für das Biozid 2-Brom-2-(brommethyl)pentandinitril und für Heterocyclen, wie z. B. 3-Cyanpyridin.

## Vorkommen und Darstellung
Neben der elektrochemischen Hydrodimerisierung ist die katalytische Dimerisierung von Acrylnitril eine auch industriell bedeutende Reaktion zur Herstellung von Adiponitril, das nach Hydrierung zum 1,6-Diaminohexan eine Schlüsselkomponente für technische Polymere, wie z. B. Polyamide (PA 66) oder Polyurethane darstellt.
Wenn statt einer Schwanz-Schwanz-Verknüpfung zweier Acrylnitrilmoleküle wie bei der Bildung von Adiponitril
eine Kopf-Schwanz-Verknüpfung eintritt, erhält man bei der katalytischen Dimerisierung z. B. in Gegenwart von Tricyclohexylphosphin PCy3 in bis zu 77%iger Ausbeute 2-Methylenglutaronitril.
Als Katalysatoren für die Dimerisierung werden Metallhalogenide, wie z. B. Zinkchlorid oder Aluminiumchlorid mit tertiären Aminen, wie z. B. Triethylamin eingesetzt und Rohausbeuten von bis zu 84 % erzielt.
Bei der Aufarbeitung, z. B. durch Extraktion, und der destillativen Aufarbeitung gehen wegen der Polymerisationsneigung von 2-Methylenglutaronitril oft erhebliche Mengen an Reinprodukt verloren.
Neben den linearen Dimerisierungsprodukten 1,4-Dicyano-2-buten und 1,4-Dicyano-3-buten, die als cis-trans-Isomerengemische vorliegen, treten meist auch weitere Oligomere (und Polymere) des Acrylnitrils auf. So entstehen bei der elektrochemischen Hydrooligomerisierung von Acrylnitril Trimere, wie z. B. 1,3,6- und 1,3,5-Tricyanohexan bzw. Tetramere, wie 1,3,6,8- und 1,3,5,8-Tetracyanooctan auf.
Die Umsetzung von Acrylnitril mit Tributylphosphin liefert 2-Methylenglutaronitril nach fraktionierter Destillation in bescheidenen Ausbeuten von ca. 10 %.
Auch die DABCO-katalysierte Acrylnitrildimerisierung mit 40%iger Ausbeute an 2,4-Dicyano-1-buten nach 10 Tagen bei Raumtemperatur ist unergiebig.

## Verwendung
In der älteren Patentliteratur sind Verfahren zur Isomerisierung von 2-Methylenglutaronitril zu 1,4-Dicyanobutenen als Adiponitrilvorstufen beschrieben, die mit der Optimierung der elektrochemischen Hydrodimerisierung von Acrylnitril zu Adiponitril obsolet wurden.
Die elektrochemische Hydrodimerisierung von 2-Methylenglutaronitril erzeugt 1,3,6,8-Tetracyanooctan.
Bei der Hydrierung von 2,4-Dicyano-1-buten wird der Wasserstoff in Gegenwart von Palladium auf Aktivkohle zunächst an die Doppelbindung angelagert und in praktisch quantitativer Ausbeute 2-Methylglutaronitril erhalten.
Die Hydrierung der Nitrilgruppen erfordert drastischere Bedingungen und die Anwesenheit von Ammoniak oder Aminen, um die Bildung sekundärer Amine zu unterdrücken. Diese zweite Hydrierstufe wird mit Raney-Cobalt als Hydrierkatalysator durchgeführt und liefert 2-Methyl-1,5-diaminopentan in 80%iger Ausbeute.
Die Hydrierung in Gegenwart von Ammoniak mit manganhaltigem und Natriumoxid-dotiertem Cobalt als Katalysator bei 80 bis 100 °C und Drücken von 200 atm in einem Rohrreaktor überführt 2,4-Dicyano-1-buten unter Addition von Ammoniak an die Doppelbindung direkt in 2-Aminomethyl-1,5-pentandiamin mit Ausbeuten von 66 %.
Das verzweigte Triamin kann in Epoxiden und Polyurethanen Verwendung finden.
2-Methylenglutaronitril reagiert mit Formamid unter Katalyse mit 4-(Dimethylamino)pyridin (DMAP) bei 60 °C in 47%iger Ausbeute zu 1-(N-Formylamino)-2,4-dicyanobutan, aus dem durch anschließende Hydrolyse α-Aminomethylglutarsäure entsteht.
Beim Erhitzen von 2-Methylenglutaronitril mit alkalischem Ionenaustauscher, Pyridin und Wasser auf 150 °C in einem Autoklaven entsteht in 80%iger Ausbeute das Lactam 5-Cyano-2-piperidon.
Auch Homo- und Copolymere können mit 2-Methylenglutaronitril durch anionische Polymerisation mit Natriumcyanid, Natrium in flüssigem Ammoniak oder mit Butyllithium erzeugt werden, die allerdings nur in sehr geringen Ausbeuten anfallen und unbefriedigende Eigenschaften, wie z. B. niedrige inhärente Viskositäten und schlechte mechanische Eigenschaften aufweisen.
Die wichtigste Verwendung von 2-Methylenglutaronitril ist als Ausgangsstoff für das Breitspektrumbiozid 2-Brom-2-(brommethyl)pentandinitril (Methyldibromoglutaronitril), das bei der Addition von Brom an die Doppelbindung in praktisch quantitativer Ausbeute gebildet wird.
Aus dem chloranalogen 2-Chlor-2-(chlormethyl)pentandinitril wird durch Erhitzen auf 150 °C mit Zinn(IV)-chlorid 3-Cyanpyridin erhalten.